# Albertus Elers
Albertus Elers, auch Albert Elers, (* 11. Dezember 1618 in Hamburg; † 3. Mai 1680 in Lauenburg/Elbe) war ein promovierter deutscher evangelisch-lutherischer Theologe, Pastor und Generalsuperintendent, zuletzt für das Herzogtum Sachsen-Lauenburg von 1657 bis 1680.

## Leben und Wirken
Nach seinem Theologiestudium und seiner Promotion war Elers neun Jahre lang lutherischer Generalsuperintendent in Aurich und Hofprediger Fürst Ulrichs II. von Ostfriesland.
Er wurde von Herzog Julius Heinrich (Sachsen-Lauenburg) im Jahr 1657 zum Generalsuperintendenten für das Herzogtum Sachsen-Lauenburg berufen und verpflichtete sich auf die Niedersächsische Kirchenordnung am 1. Oktober 1657.
Sein gleichnamiger Sohn Albert Elers war Stipendiat der Schabbelstiftung und wurde Pastor in Borsfleth; ein weiterer Sohn Johannes Elers wurde später ebenfalls lauenburgischer Generalsuperintendent, und zwar von 1703 bis 1737.